# Жарсуат (Астраханський район)
Жарсуа́т (каз. Жарсуат) — село у складі Астраханського району Акмолинської області Казахстану. Входить до складу Жалтирського сільського округу.
Населення — 192 особи (2021; 323 у 2009, 726 у 1999, 1164 у 1989).
Національний склад станом на 1989 рік:
- казахи — 68 %.